# Bangó Marika
Bangó Marika (Vásárosnamény, 1966. december 14. –) magyar énekesnő, dalszövegíró, zeneszerző, előadóművész, Bangó Margit énekesnő lánya. Első nagylemezét "Gömbbe zárt világ" címmel 2016-ban adta ki. A budapesti éjszakai élet egyik ismertebb alakja, számos szórakozóhelyen és bárban lépett már fel sikerrel.

## Élete
1966. december 14-én született Bangó Margit énekesnő és Bangó Lajos zenész leányaként. Érdeklődése a zene iránt korán megmutatkozott, de korai gyermekvállalása miatt karrierképét hátrahagyta. 15 évesen szülte első gyermekét Jellinek Tinát, akit később három gyermek követett. A zenéhez a 2010-es években fordult, mikorra gyermekei is felnőtté váltak, s ő maga is önálló karrierbe tudott kezdeni. Leszerződött a Trimedio Music Kft-hez, ahol 2016-ban meg is jelent első nagylemeze "Gömbbe zárt világ" címmel, mulatós és cigány dalokkal. A lemez sikeres volt, és mind az online, mind a fizikai példányszámok azt mutatták, hogy a közönségnek tetszik a korong. Marika széles rajongótábort tudhatott maga mögött már a lemez kiadása előtt is, hiszen sűrűn lépett fel olyan, a budapesti éjszakában népszerű előadókkal, mint Amanda Elstak vagy maga saját édesanyja, a Kossuth-díjas Bangó Margit.

## Magánélete
Két fia és két lánya, valamint öt unokája van. Gyermekei közül televíziós szerepléseivel Jellinek Tina ismert a közönség számára. Férje, Horváth Elemér zenész, aki egykoron édesanyjának Bangó Margitnak is a férje volt.
Jelenleg (2017) is számos fellépésre hívják, első lemezének dalait pedig hamar megszerette közönsége. Cigánybálokon, szórakozóhelyeken állandó sztárvendég.

## Diszkográfia
- 2016 - Gömbbe zárt világ (Kiadó: Trimedio Records)[2]